# LATAM Express
LATAM Express (Transporte Aéreo S.A.) è una compagnia aerea regionale cilena con sede a Santiago del Cile mentre il suo hub principale è l'Aeroporto Internazionale Arturo Merino Benítez.

## Storia
La compagnia aerea è stata fondata nel 1958 con il nome Ladeco e nell'agosto 1995 è stata acquistata da LAN Chile in seguito all'approvazione del Consiglio anti-monopolio cileno. Nel 1998, il vettore aereo, si è fuso con Fast Air mentre nel 2004 si è unito a LAN Airlines. La compagnia aerea è stata rinominata in LATAM Express dalla precedente denominazione di LAN Airlines Cile nel maggio 2016.

## Flotta

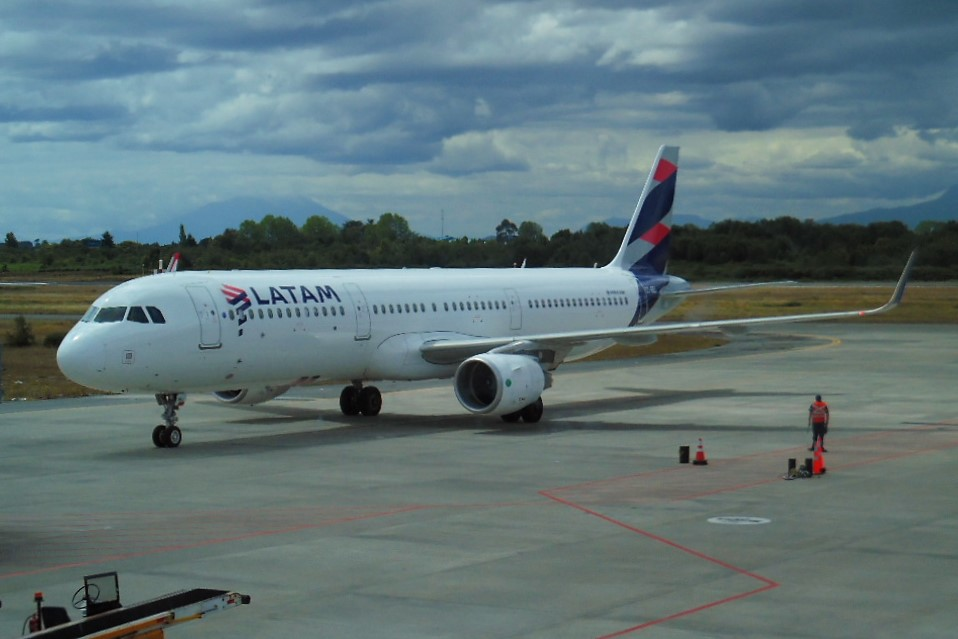
Un Airbus A321-200 di LATAM Express.

A gennaio 2021 la flotta LATAM Express risulta composta dai seguenti aerei:

## Flotta storica

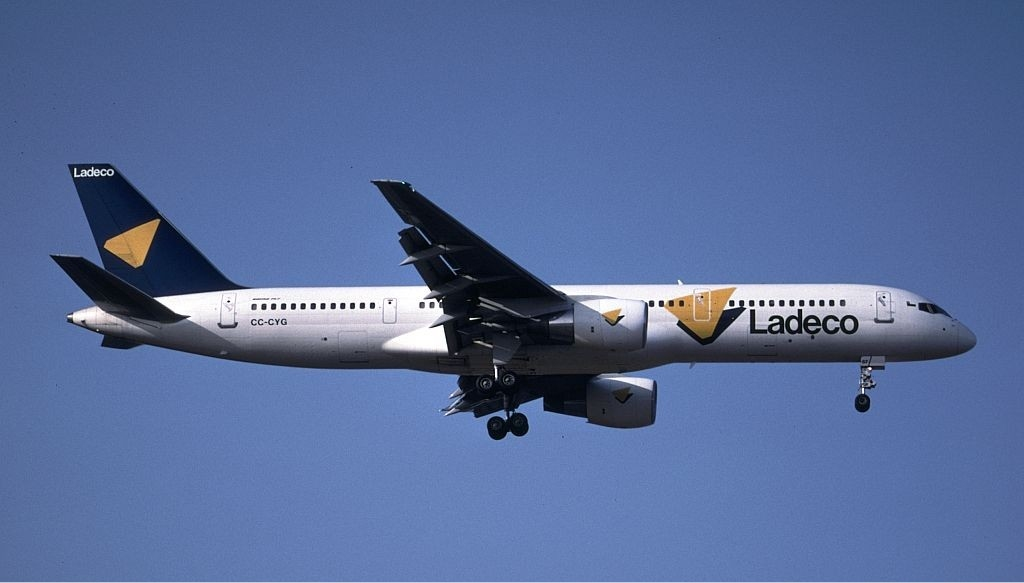
Un Boeing 757-200 di Ladeco.

Nel corso degli anni LATAM Express ha operato con i seguenti modelli di aeromobili:
- Airbus A300B4
- Airbus A319-100
- Boeing 737-200
- Boeing 737-200
- Boeing 737-300
- Boeing 757-200